# Обтівська загальноосвітня школа
Обтівська загальноосвітня школа І—ІІІ ступенів — середня загальноосвітня школа у селі Обтове Кролевецького району Сумської області, Україна. Мова навчання — українська.

## Історія

### Заснування навчального закладу, зміни у статусі, основні події
Народна освіта в селі Обтове бере свій початок з 1854 року, коли з дозволу предводителя дворянства була заснована школа грамоти. Навчання проводилося в низькому кам'яному будиночку з трьома підсліпуватими віконцями. Звичайно, лише незначна частина дітей села мала змогу влаштуватися в цій школі, де першими учителями були малописьменні дяки Базилевич і Чоботок. Навіть тоді, коли в 1864 році школу розмістили у приміщенні де збиралися сільські сходки в ній навчалися лише 10-15 учнів. В цей час школа грамоти прийняла назву церковно-приходської.
В 1884 році земство будує і відкриває земську однокласну школу. Першою вчителькою цієї школи була Марфа Кирилівна Іваницька. В нелегких умовах довелося працювати дев'ятнадцятирічній дівчині, але вона докладала всіх зусиль. З часом організувала в селі недільні читання, потім допомогла відкрити бібліотеку (першу в Кролевенцькому повіті). Працювала Марфа Кирилівна в Обтівській школі до 1954 року.У 1948 році її самовіддана та бездоганна праця одержала гідну оцінку. Марфу Кирилівну було нагороджено орденом Леніна, присвоєно звання Заслужена учителька УРСР та призначена персональна пенсія. 1 вересня 2003 року вдячні нащадки відкрили меморіальну дошку на стіні школи.
В 1917 році в селі була відкрита початкова чотирирічна школа, в якій навчалося 120-130 учнів. Учителі цієї школи відіграли головну роль у ліквідації неписемності дорослих. Було створено 5 груп в кожній з яких навчалося по 10-15 громадян.
У 1925 році в Обтові відкрита семирічна школа в будинку де жив поміщик, в ній навчалося уже 230-250 учнів. Рік за роком кращали матеріальні умови життя населення, зростали культурні потреби, постала життєва необхідність відкрити середню школу, що й було зроблено в 1937 році. А в наступному 1938 р. в школі уже навчалося 495 учнів.
В суботу 21 червня 1941 року в Обтівській середній школі був випускний вечір. 38 випускників, їх батьки, вчителі святкували цю урочисту подію. Молодь ходила зустрічати схід сонця і ніхто навіть подумати не міг, що в цей час на мирні міста і села нашої Батьківщини вже сипались німецькі бомби, лилась кров воїнів на кордоні і мирних людей. Смерть розпочала свою страшну чорну справу... До 12 години дня в селі ще ніхто не знав про війну. І ось о 12 годині ця межа між миром та війною зникла, вся країна завмерла біля репродукторів. Прозвучало те страшне слово "війна", вчорашні діти мужніли на очах.
У перші дні війни 33 випускники на чолі з директором школи Ільченком Григорієм Микитовичем пішли на фронт. Багато з них загинули на полях битв від Бреста до Сталінграда, від Волги до Одера, в партизанських загонах, в концентраційних таборах.
В 1962 році на кошти вчителів та учнів, по ініціативі директора школи Григорія Микитовича Ільченка збудовано пам'ятник загиблим випускникам школи.
В 1957 році в школі навчається 554 учні. З 19 класів 2 класи з виробничим навчанням на базі Кролевецької школи механізації сільського господарства, де готуються спеціалісти високої кваліфікації. Учительський колектив школи складається з 35 учителів. З них мають вищу освіту 23 педагоги. Школа устаткована прекрасними кабінетами, майстернями.
В 1956 році школу занесено на Обласну Дошку Пошани. В 1956 і в 1957 роках школа занесена на Дошку Пошани Кролевецького району. з 1957 року школа була учасником Всесоюзної сільськогосподарської виставки (ВСГВ). Учні школи беруть активну участь у громадсько-корисній праці. В 1957 році з учнів 8-9 класів було створено виробничу бригаду, яка сільськогосподарськими машинами обробила і засіяла 75 га зернових на базі колгоспу "Зоря комунізму".
В Обтівську школу приїздили за досвідом роботи вчителі та учні з різних куточків колишнього Радянського Союзу. Серед них були представники - Іванівського інтернаціонального дитячого будинку, де навчалися діти з Китаю, Болгарії, керівників компартії США, учні та вчителі Чорноліської середньої школи Ставропольського краю, педагогічний колектив Красноокнянської школи Одеської області. 25 липня 1960 року в школі побувала китайська студентка Цао Ін, яка в книзі літопису залишила запис: "Сегодня я с радостью посетила вашу замечательную школу, которая мне очень понравилась. Хочу здесь пожелать директору школы, учительському коллективу больших успехов в воспитательной работе молодого поколения, а ученикам - успехов в учебе и труде".
На базі школи проводились семінари обласного і районного рівнів вчителів-предметників, завучів шкіл, завідувачів районних відділів освіти, які з теплотою та професійною компетентністю відгукувались про роботу школи. Ось наприклад: "28 лютого 1962 р. З великою користю для кожного з нас, завучів шкіл району, ми відвідали Обтівську середню школу. Семінар, проведений для нас на базі досвіду цієї школи, безперечно чудова справа. Те, що ми побачили тут, свідчить про велику, справді наукову працю трудолюбивого і талановитого педагогічного колективу. Всі слухачі семінару складають глибоку подяку всім учителям і дирекції школи с. Обтове за їх щиру подільчівість усім своїм багатством прекрасного досвіду по вихованню нової людини. Бажаємо вам ще кращих успіхів у вашій благородній праці, дорогі колеги і друзі".
6 жовтня 1984 року школа святкувала своє 100-річчя. На столітній ювілей прибули випускники 1933 - 1984 років. Всі учасники ювілею відвідали кімнату бойової та трудової слави, зустрілися зі своїми вчителями, побували в класах де вчилися 10 років.

### Директори
- Ільченко Григорій Микитович 1939-1941 рр.; 1946-1966 рр.
- Баландюк Павло Григорович 1966-1980 рр.
- Прядко Ніна Миколаївна 1980-1981 рр.
- Лісуха Марія Федорівна 1981-1990 рр.
- Гриценко Раїса Павлівна 1990-2009 рр.
- Самойленко Юрій Вікторович 2009-2015 рр.
- Марченко Галина Володимирівна 2015- досі.

### Найкращі вчителі
Серед найкращих вчителів школи треба згадати Шеремет Олександру Григорівну, Василенка Віталія Івановича, Орлову Олександру Григорівну, Купрієнко Валентину Павлівну, Лісуху Марію Федорівну, Зайця Миколу Степановича.

## Відомі випускники
Школа по праву гордиться своїми випускниками. Серед них: 
- Григорій Архипович Храпай - льотчик, старший лейтенант, командир ланки середніх бомбардувальників 33 авіаційного полку. 24 червня 1941 року, на третій день війни, екіпаж у складі Григорія Архиповича, він командир, штурмана Філатова Василя Васильовича, стрільця-радиста Тихомирова отримав завдання знищити німецьку переправу на річці Щара в районі Броди-Берестечко Львівської області. Літак Григорія Архиповича зумів прорватися через сильний загороджувальний вогонь зеніток і вийшов на переправу та був підбитий. Щоб виконати наказ командир направляє палаючу машину в німецьку переправу. Це був один із перших таранів по наземній цілі в роки Великої Вітчизняної війни.
- Сенченко Петро Романович повний кавалер ордена Слави. З жовтня 1941 року і до останнього дня війни на фронті. Воював у складі окремої гвардійської розвідувальної роти 88 стрілецької дивізії. За особисту мужність, сміливість та ініціативу нагороджений орденами Слави І, II та III ступенів, Червоної Зірки, багатьма медалями.
- Шевченко Михайло Васильович, випускник 1954 року, секретар Спілки письменників України, автор 20 поетичних збірок, директор Укрлітфонду.
- Польовий Федір Іванович - керівник секретаріату, помічник голови Національного банку України.
- Хохоля Григорій Васильович - професор медицини Київського інституту експериментальної медицини.
- Мачульський Григорій Миколайович - викладач Чернігівського педуніверситету.
- Заєць Сергій Миколайович - полковник, начальник кафедри Ростовського вищого воєнного училища.
- Огієнко Олександр Іванович - майстер спорту міжнародного класу, член збірної Радянського Союзу по ручному м'ячу, учасник Олімпійських ігор.
- Комар Анатолій Петрович - підполковник, один із найкращих льотчиків України, брав участь у військових навчаннях США і Росії, нагороджений медалями, орденом "За мужність", який вручав особисто президент України Л. Д. Кучма.

## Навчальний заклад сьогодні

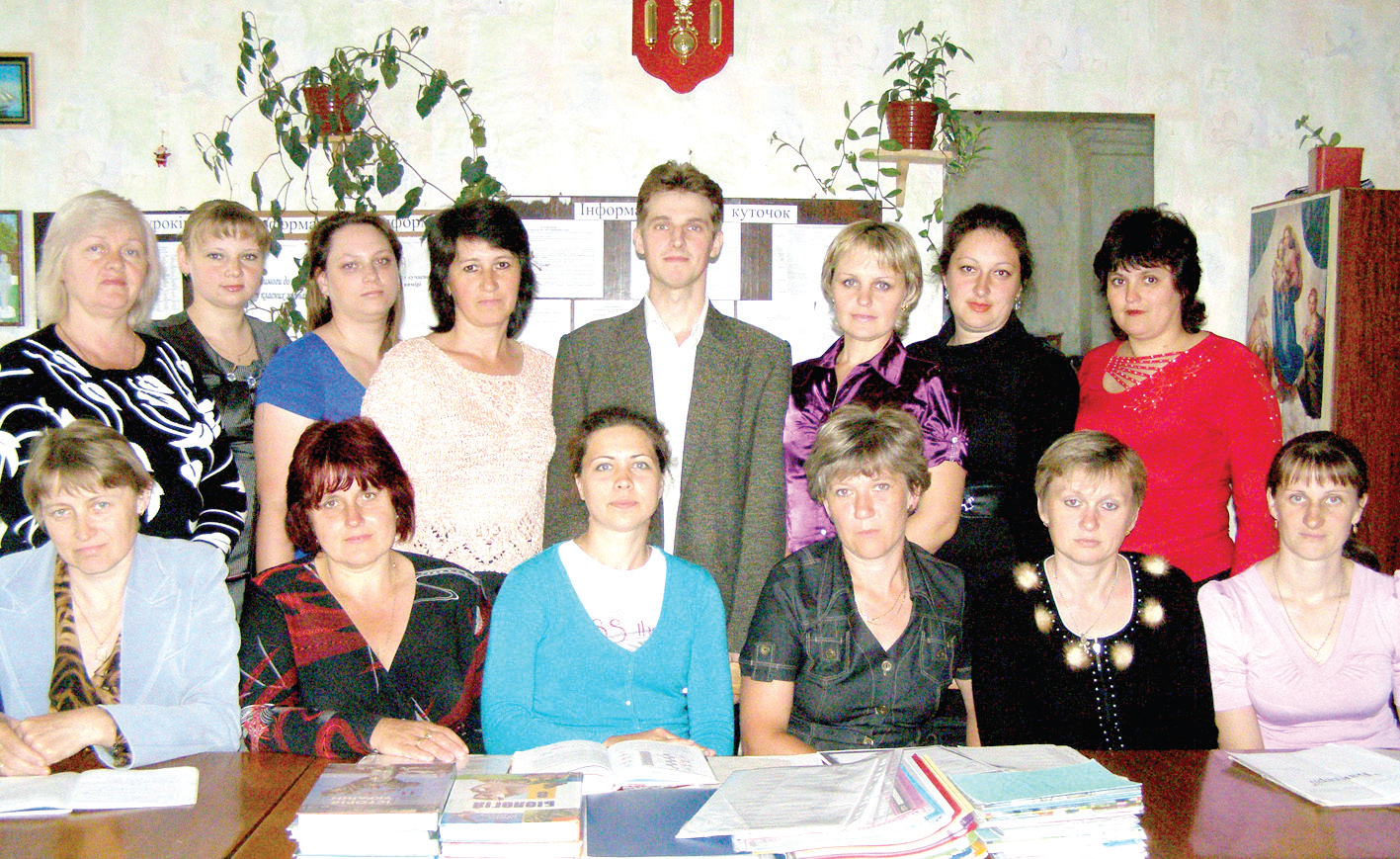
Педагогічний колектив Обтівської загальноосвітньої школи

За роки свого існування школа стала справжнім освітнім, соціальним та культурним осередком села. навчально-виховний процес організовано з метою забезпечення оптимальних умов фізичного, інтелектуального та соціального становлення особистості школярів, досягнення ними рівня, що відповідає можливостям учнів з урахуванням їхніх пізнавальних інтересів і схильностей.

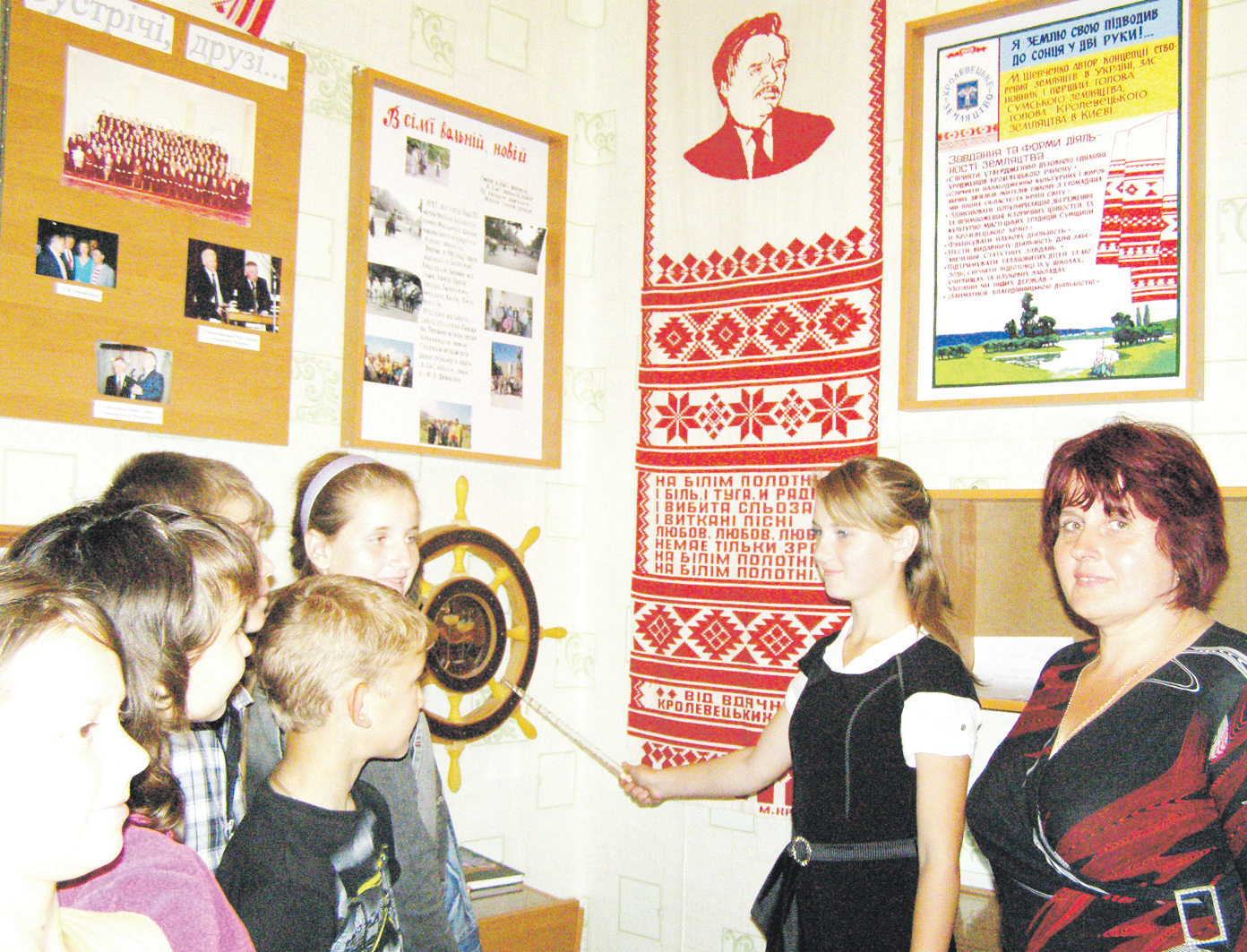
У музеї літератури рідного краю з вчителем української мови та літератури Галиною Марченко

У школі створено сприятливі умови для різних видів діяльності учнів. Працюють гуртки, спортивні секції, учні випускають шкільну газету "Лідер", займаються пошуковою роботою, поповнюючи музеї. У нашій школі їх два - краєзнавчий та музей літератури рідного краю, відкриття якого відбулося 3 жовтня 2006 року. Тут зібрані матеріали творчості та діяльності поета М. В. Шевченка, який народився в с. Обтове. Автор 20 поетичних збірок, відзначений багатьма літературними преміями. Заслужений діяч мистецтв України. М. Мачульського поета і письменника, автора поетичних збірок "Родные дороги", роману "Алые маки", художника. Поета-земляка О. Шкута та молодих поетів випускників школи.
Нині у школі навчається 99 учнів. 1-4 класи - 33 учні; 5-9 класи - 56 учнів; 10-11 класи - 10 учнів. Школярі беруть участь у різноманітних обласних та районних конкурсах, олімпіадах, спортивних змаганнях. Нині в школі працює 20 учителів, які є сіячами розумного, доброго, вічного гідними продовжувачами благородної справи Марфи Кирилівни Іваницької.